# CCDC8
CCDC8‏ (Coiled-coil domain containing 8) هوَ بروتين يُشَفر بواسطة جين CCDC8 في الإنسان.